# Calle Hernani (Bilbao)
La  Calle Hernani es una calle ubicada en el barrio de San Francisco, en el municipio de Bilbao, territorio histórico de Vizcaya.

## Ubicación
La calle Hernani empieza en el muelle de la Merced (los números impares) y en la calle Naja (los números pares), y termina en la calle San Francisco, por decisión del pleno municipal del 30 de marzo de1876. La  calle pertenece al distrito de Ibaiondo (distrito 5 de Bilbao).

## Planificación urbana de Bilbao
El primer proyecto de ensanche de Bilbao de Amado Lázaro redactado en 1862, que no se llevó a efecto,  recogía expresamente la zona comprendida entre el monte Miribilla y la ribera de la ría del Ibaizabal. No así el que se llevó a cabo 14 años después, obra de Alzola, Hoffmeyer y Achucarro, aunque en el de estos últimos si aparecen trazadas calles que, más o menos, serán ejecutadas.El primer atisbo de planificación urbana en el barrio se da a través de un acuerdo entre el ayuntamiento de Bilbao y los liquidadores de la Sociedad General Bilbaína de Crédito, a finales de 1870. En este acuerdo se dan cesiones de terrenos de la compañía y compra municipal de otros con objeto de ser destinados a escuelas públicas y urbanización.

## Historia

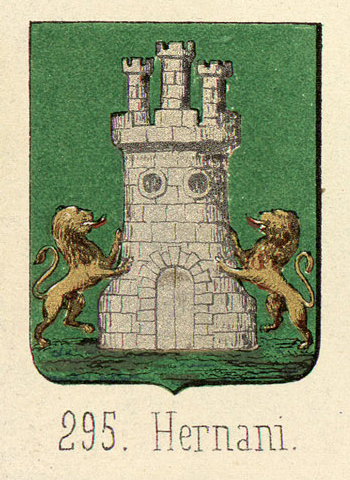
Escudo de la villa de Hernani de 1860

El nombre de calle Hernani se le da a la vía "en homenaje a los valientes defensores de esa invicta villa guipuzcoana".Es 1876, acaba de terminar la segunda guerra carlista, y tanto Bilbao, que volvió a sufrir un sitio, como la también villa de Hernani, no pudieron se ocupadas por las tropas carlistas,lo que generó una curiosa correspondencia diplomática entre los dos ayuntamientos.

#### Apertura de la calle
La primera noticia sobre la calle Hernani es la propuesta del 30 de junio de 1871 del médico Gil Fresno y el comerciante Bayo de abrir una vía entre la calle San Francisco y el muelle de La Naja. Estos propietarios proponían ceder terrenos a cambio de que el ayuntamiento financiase las obras, idea que no fue del agrado de la corporación. La segunda noticia es de 1876, cuando a la vía se le da el nombre de calle Hernani aunque estaba todavía sin urbanizar, al punto de que el 13 de septiembre de 1877 se autorizó la construcción de un muro en la parte cercana a la calle La Naja, lo cual impedía cualquier tránsito. Dos años después, en 1879, las obras de urbanización se sacaron a subasta y la calle se abrió entre 1879 y 1880.Aun así, a lo largo de 1881 se da un problema entre el ayuntamiento y la viuda de Terán, importante propietaria de la zona, que quería que el ayuntamiento pagase parte de los gastos ocasionados por la retirada de las tierras desprendidas de sus terrenos, a lo que el ayuntamiento se negó, obligando a dicha señora a ejecutar por su cuenta dichos trabajos debiendo dejar limpia la vía pública.

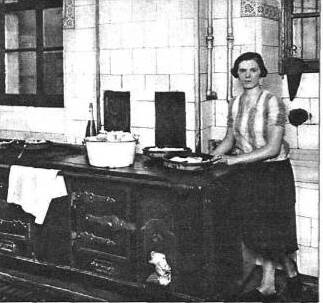
Cocina de La Busturiana

#### Bacalao La Busturiana
En el número 9 de la calle estuvo situado desde principios del siglo XX el restaurante La Busturiana, negocio regentado por la cocinera Marcelina Elexgaray Arrospide, natural de Busturia, y que desde 1927 hasta 2014 se mantuvo abierto como tienda de bacalao.

## La calle de hoy

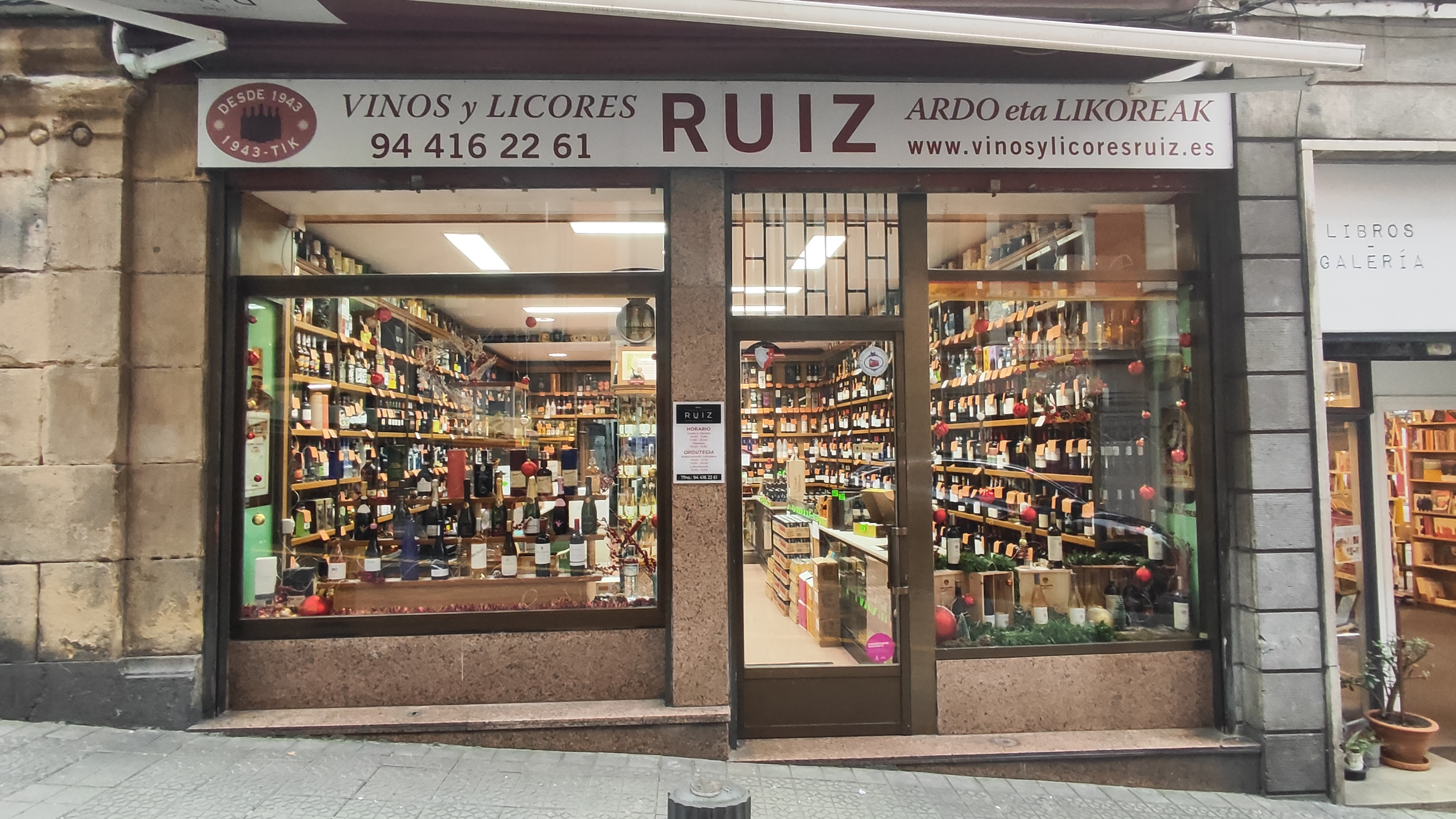
Licores Ruiz, abierto en 1943

En el año 1996 el arquitecto Roberto Ormaetxea Etxeberria escribía en un artículo para el anuario del ayuntamiento de Hernani que: 
Frente a la iglesia se alza un gran edificio de particular diseño moderno (...) residencia de las siervas de María (...) y (...) entrando ya en la propia calle Hernani, se respira otra atmósfera más íntima que nos retrotrae al siglo pasado, si hacemos abstracción de los vehículos.
Describía en su artículo las casas centenarias de buen porte, sus molduras y miradores de madera. Captaba también una cierta degradación que desde principios del siglo XX había experimentado el barrio de San Francisco, haciéndole perder el encanto que tuvo en otras épocas. Concluía diciendo que actualmente la calle Hernani era una discreta vía de Bilbao, que en su día, por su ubicación y configuración, tuvo mayor importancia. Si bien los cambios socioeconómicos habidos desde entonces en la zona han sido relevantes, su descripción de la calle sigue siendo válida hoy en día, 29 años después de haber sido escrita.Sigue siendo una a calle de pequeños pero buenos comercios, que cuenta, entre otros, con un obrador de pastelería, bares, restaurantes y librerías. 

## Obras del siglo XXI
Dentro de los diferentes planes de intervención urbana y rehabilitación que se han ido llevando a cabo en los barrios de San Francisco y Bilbao la Vieja desde los años 90 del siglo pasado, el año 2008 le tocó su turno a la calle Hernani. Ese año se derribó una antigua construcción que estaba pegada a la iglesia de La Merced, que en su día fue una paragüería. Este nuevo espacio posibilitó la creación de una pequeña plaza abierta en el comienzo de la calle Hernani, que permite el paso de los vehículos a la calle Naja. La plaza se sitúa en una pendiente ligera, que se escalonó para crear plataformas horizontales que permitieron colocar bancos, iluminación y mobiliario urbano complementario. Este derribo permitió recuperar el volumen original de la Iglesia de La Merced, actualmente ocupada por el centro cultural municipal Bilborock.

## Centro de acogida Beata María Josefa

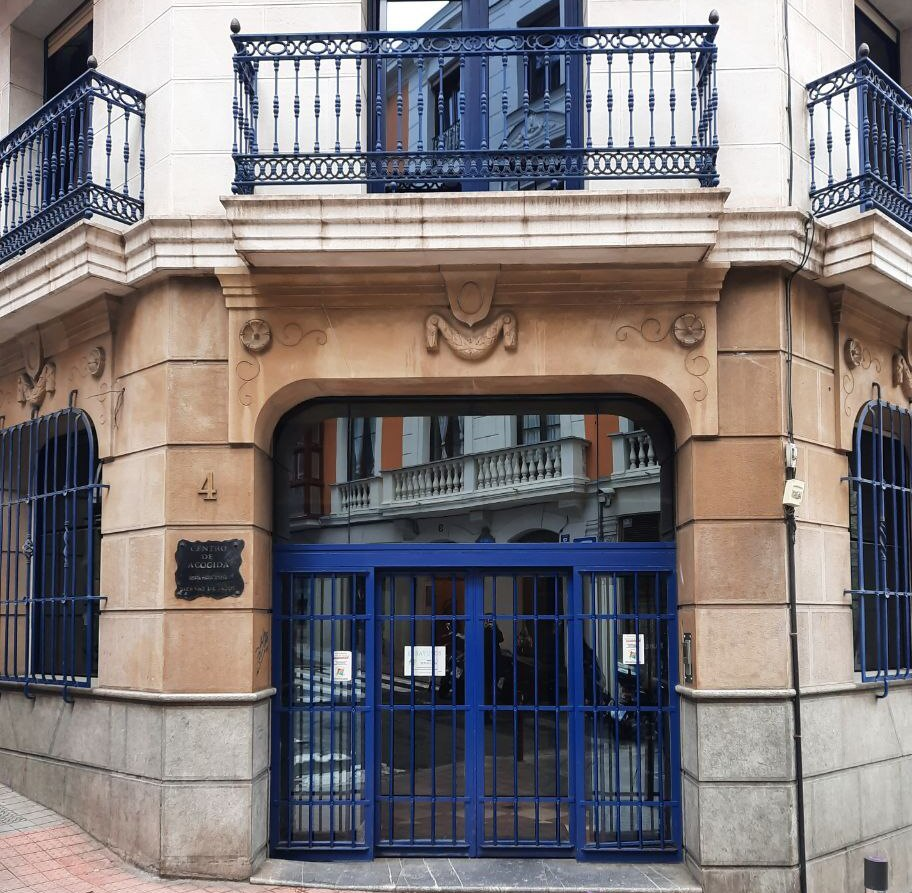
Centro de acogida Beata María Josefa

- En el número 4 de la calle Hernani está situado el Centro de acogida Beata María Josefa, perteneciente a la congregación de las Siervas de Jesús y tutelado por la Diputación Foral de Vizcaya desde 2006, que se inauguró el 25 de julio de 1996. El edificio fue construido expresamente para albergar el que fue el segundo centro de acogida de Euskadi destinado a enfermos terminales de VIH y que también funciona desde entonces como comedor social.[13][14]